# Эбишер, Давид
Давид Э́бишер (нем. David Aebischer; 7 февраля 1978, Фрибург, Швейцария) — бывший швейцарский хоккеист, выступавший на позиции вратаря. Ныне тренер вратарей клуба «Фрибур-Готтерон». Прозвище — «Эбби» (англ. Abby).

## Награды
- Обладатель Кубка Стэнли, 2001 («Колорадо Эвеланш»)
- Участник матча молодых звёзд НХЛ (2003)
- Лучший вратарь молодёжного чемпионата мира 1998
- Бронзовый призёр молодёжного чемпионата мира 1998

## Статистика
Данные приводятся только по итогам регулярного первенства.
```
Season   Team                        Lge    GP   Min   GA  EN SO   GAA   W   L   T   Svs    Pct
-----------------------------------------------------------------------------------------------
1997—98  Hershey Bears               AHL     2    79    5   0  0  3.76   0   0   1    29  0.853
1997—98  Chesapeake Icebreakers      ECHL   17   930   52   0  0  3.35   5   7   2   451  0.897
1997—98  Wheeling Nailers            ECHL   10   564   30   0  1  3.19   5   3   1   182  0.858
1998—99  Hershey Bears               AHL    38  1932   79   2  2  2.45  17  10   5   912  0.920
1999—00  Hershey Bears               AHL    58  3259  180   7  1  3.31  29  23   2  1653  0.902
2000—01  Colorado Avalanche          NHL    26  1393   52   3  3  2.24  12   7   3   538  0.903
2001—02  Colorado Avalanche          NHL    21  1184   37   4  2  1.88  13   6   0   538  0.931
2002—03  Colorado Avalanche          NHL    22  1235   50   4  1  2.43   7  12   0   543  0.916
2003—04  Colorado Avalanche          NHL    62  3702  129   5  4  2.09  32  19   9  1574  0.924
2004—05  Lugano                      Swiss  18  1019   41   0  0  2.41  13   2   3     0  0.000
2005—06  Montreal Canadiens          NHL     7   418   26   1  0  3.73   4   3   0   214  0.892
2005—06  Colorado Avalanche          NHL    43  2477  123   2  3  2.98  25  14   2  1110  0.900
2006—07  Montreal Canadiens          NHL    32  1760   93   4  0  3.17  13  12   3   836  0.900
2007—08	 Phoenix Coyotes             NHL     1    60    3   —  0  3.00   0   1   0     —  0.909
2007—08  San Antonio Rampage         AHL     5   302   13   —  0  2.58   2   3   0     —  0.898
2007—08  HC Lugano                   NLA    26  1576   69   —  2  2.63  12  14   0     —  0.920
2008—09  HC Lugano                   NLA    49  2953  140   —  2  2.84  27  22   0     —  0.922
2009—10  HC Lugano                   NLA    46  2751  139   —  2  3.03  23  22   1     —  0.908
2010—11  HC Lugano                   NLA    36  2088  108   —  3  3.10  12  24   0     —  0.885
2011—12  St.John's IceCaps           AHL    29  1722   82   —  1  2.86  15  12   2     —  0.895

Lge — лига, в которой выступал игрок.
GP — сыгранные матчи.
Min — минуты, проведённые на поле.
GA — пропущенные шайбы.
EN — голы, забитые в пустые ворота.
SO — матчи на «ноль» (без пропущенных шайб).
GAA — среднее число пропускаемых за матч шайб.
W, L, T — количество побед, поражений и ничьх, одержанных командой с этим вратарём.
Svs — отражённые броски («сэйвы»).
Pct — процент отражённых бросков.

```